# Breda 51
Il Breda 51 "Dovunque" era un autocarro sviluppato dall'azienda italiana Società Italiana Ernesto Breda per Costruzioni Meccaniche, nei tardi anni trenta.

## Storia
Il primo prototipo di un autocarro adatto a tutti i tipi di terreno fu presentato dalla Breda all'Ufficio Studi ed Esperienze nel dicembre 1936. Le valutazioni si protrassero fino al 1938, comprese le prove in Africa Orientale Italiana. L'esito fu positivo e, dopo alcune modifiche essenzialmente estetiche, il Breda 51 fu acquisito in 48 esemplari dal Ministero delle colonie. 
Parallelamente viene adottato dal Regio Esercito, che lo utilizza su tutti i fronti durante la Seconda guerra mondiale e, dopo il termine del conflitto, dall'Esercito Italiano.

## Tecnica
La configurazione è quella a 3 assi con cabina avanzata, comune alla famiglia di mezzi Dovunque, quali i Fiat Dovunque 33, Fiat-SPA Dovunque 35 e SPA Dovunque 41. La trazione è 6x4, sui due assi posteriori a ruote gemellate. Le ruote di scorta erano calettate in folle tra il primo ed il secondo asse, come su tutti i Dovunque, per facilitare il superamento di ostacoli.

## Versioni
Il Regio Esercito lo adotta nella versione con una cabina ridotta e più spartana, il Breda 51 Coloniale, utilizzato come trattore pesante d'artiglieria per le truppe dislocate soprattutto in Libia. Nel 1941 fu prodotto un modello con telaio rinforzato, il Breda 52 destinato ad diventare la base per l'autocannone da 90/53.

## Galleria d'immagini

Breda 51 Coloniale
Breda 51 traina la carlinga di un Breda BZ 308 nel 1947